# تادف
مدينة تادف(مرج الزهور) مدينة سورية في  محافظة حلب. تقع شرق مدينة حلب، وهي مركز ناحية يرأس مجلس مدينتها، يتبع لها 23 قرية و28 مزرعة من هذه المزارع المشرفة، والحامدية والتادفية والبطوشية وغيرها وفيها عدت أحياء منها حي الكريزات وحي الشهداء وحي الثورة وحي الحور. بلغ عدد سكان الناحية 41,786 نسمة حسب تعداد عام 2004.

## نبذة عن المدينة
تقع في أرض سهلية تغطيها اللحقيات الرباعية ويخترقها وادي نهر الذهب، منحدراً باتجاه الجنوب إلى مملحة الجبول، وذكرها الرحالة ابن جبير في كتابه الشهير وكثير من الرحالة المعروفين، تحيط بها التلال المتصلة من ثلاث جهات، جبل الدوير من الجنوب وجبل برطم من الجنوب الشرقي وجبل الشيخ عقيل من الشمال الغربي. تربتها غضارية أو صفراء. تبعد عن مدينة الباب 2كم باتجاه الجنوب الشرقي، وقد اتصلت مساكنها مع أطراف مدينة الباب.

## السكان
سكان المدينة من المسلمين السنة وتحتوي على عدّة مساجد اثرية وحديثة منها المسجد الكبير ومسجد أسامة بن زيد ومسجد الشيخ إبراهيم ومسجد الأنصاري ومسجد الجنيد ومسجد الشيخ يوسف ومسجد السوق القديم ومسجد عمر بن الخطاب والكثير من المساجد.

## التاريخ
يعود عمر المدينة إلى 2200 قبل الميلاد، حيث أن إعمار المنطقة قديم بدلالة بقايا المنشآت القديمة والأقنية المائية الرومانية والمباني الأثرية، ومعبد قديم، تتزاحم مساكنها القديمة الطينية والحجرية ذات السقوف المستوية حول دروب ضيقة، أما المساكن الأسمنتية الحديثة، فتتزايد في أطراف البلدة التي تحولت إلى مدينة.
وتحوي أيضاً كنس يهودي قديم جداً وهو الثاني عالميا يعود إلى 1500 قبل الميلاد وسوق قديم مسقوف وايضاً حمًا م قديم انس

## الزراعة
تشتهر بالعديد من الزراعات والمحاصيل الزراعية وتأثرت زراعتها الناجحة بالجفاف الذي لحق بنهر الذهب وبالينابيع الكثيرة، فهاجر قسم كبير من سكانها إلى حلب والرقة ,ومدن أخرى للعمل في فترة سابقة، وتمت الاستفادة من مياه الابار في الزراعة وتزرع حالياً الكثير من المحاصيل مثل القمح والشعير والزيتون والفستق الحلبي بعلاً في مساحة مقدارها 3298هـ. وتزرع الرمان والفول والبطاطا والخضر سقياً من الآبار. تربى في مراعيها الأغنام والأبقار والدواجن ويوجد فيها مزارع دواجن بالمنطقة مثل مزرعة الحاج إبراهيم الحاج محمدالجميل ومزارع النحل. يزيد عدد أشجار الرمان فيها على
الـ 35 ألف شجرة.

## التجارة
يتوسطها سوق تجاري نشط في كافة أنواع الأصناف ومحلات ومركز بيع لكل الأنواع، وفيها عدة مدارس ثانوية وجمعيات فلاحية ومستوصف ومركز ثقافي وملعب ونادي رياضي ومحكمة ومؤسسة استهلاكية 
تزود المدينة بالمياه من شبكة فرعية تستمد المياه من شبكة الفرات الرئيسة، تصلها بمدينة الباب طريق رئيسية وتتبعها إدارياً عدد من القرى والمزارع التي تشكل تادف مركز رئيسي لهذا التجمع.